# ولاية أبيا
ولاية أبيا (بالإنجليزية: Abia State)‏ هي ولاية في نيجيريا، بلغ عدد سكانها 2,845,380 نسمة وذلك حسب إحصائيات سنة 2006، عاصمتها أومواهيا، تبلغ مساحتها 6,320 كيلومتر مربع، رمزها البريدي هو 440001.

## الموقع
تشترك في الحدود مع:
- ولاية إينوغو
  - ولاية اكوا ايبوم
  - ولاية ريفرز
  - ولاية كروس ريفر
  - ولاية إبونيه
  - ولاية إيمو.

## التقسيمات الإدارية
- Ukwa East [الإنجليزية]‏.